# Джиммі Педро
Джиммі Педро  (англ. Jimmy Pedro, 30 жовтня 1970) — американський дзюдоїст, олімпійський медаліст.

## Виступи на Олімпіадах
| Олімпіада      | Дисципліна                  | Місце |
| -------------- | --------------------------- | ----- |
| Барселона 1992 | дзюдо, напівлегка категорія | 20T   |
| Атланта 1996   | дзюдо, легка категорія      | 3T    |
| Сідней 2000    | дзюдо, легка категорія      | 5T    |
| Афіни 2004     | дзюдо, легка категорія      | 3T    |